# Лоренц, Керстин
Керстин Бербель Лоренц (нем. Kerstin Bärbel Lorenz 14 июля 1962 — 7 сентября 2005) — немецкий политик из рядов крайне правых.

## Образование
Вначале получила специальность повара, затем переквалифицировалась в коммерсанта в сфере экономики земельных участков и жилья.

## Семья
Была замужем, имела двух детей.

## Политическая карьера
Керстин Лоренц присоединилась в 1994 году к республиканской партии Германии и была сначала её пресс-секретарем. В марте 2000 года она стала председателем отделения партии в Саксонии. В 2004 году она — вопреки требованиям из федерального центра партии — призывала избирателей земельного парламента Саксонии голосовать не за республиканцев, а за Национально-демократическую партию Германии. Её за это хотели исключить из партии, но она сама ушла. За день до выборов в земельный парламент она вступила в Национально-демократическую партию Германии, что вызвало большой резонанс в местной прессе.
К выборам в бундестаг в 2005 Керстин Лоренц выставила свою кандидатуру как непосредственная кандидатка НДПГ в избирательном округе 160 (Дрезден). Во время демонстрации НДПГ 5 сентября она претерпела кровоизлияние в мозг и впала в кому. Смерть мозга наступила 6 сентября. 7 сентября она умерла.

## Политические последствия
Из-за её смерти выборы в бундестаг в её избирательном участке были перенесены с 18 сентября на 2 октября. Её соперники по выборному округу требовали от центральной избирательной комиссии не огласить результат выборов до тех пор, как закрываются избирательные пункты перенесённых выборов в избирательном округе 160. 